# Expédition Ronne
Pour les articles homonymes, voir RARE.

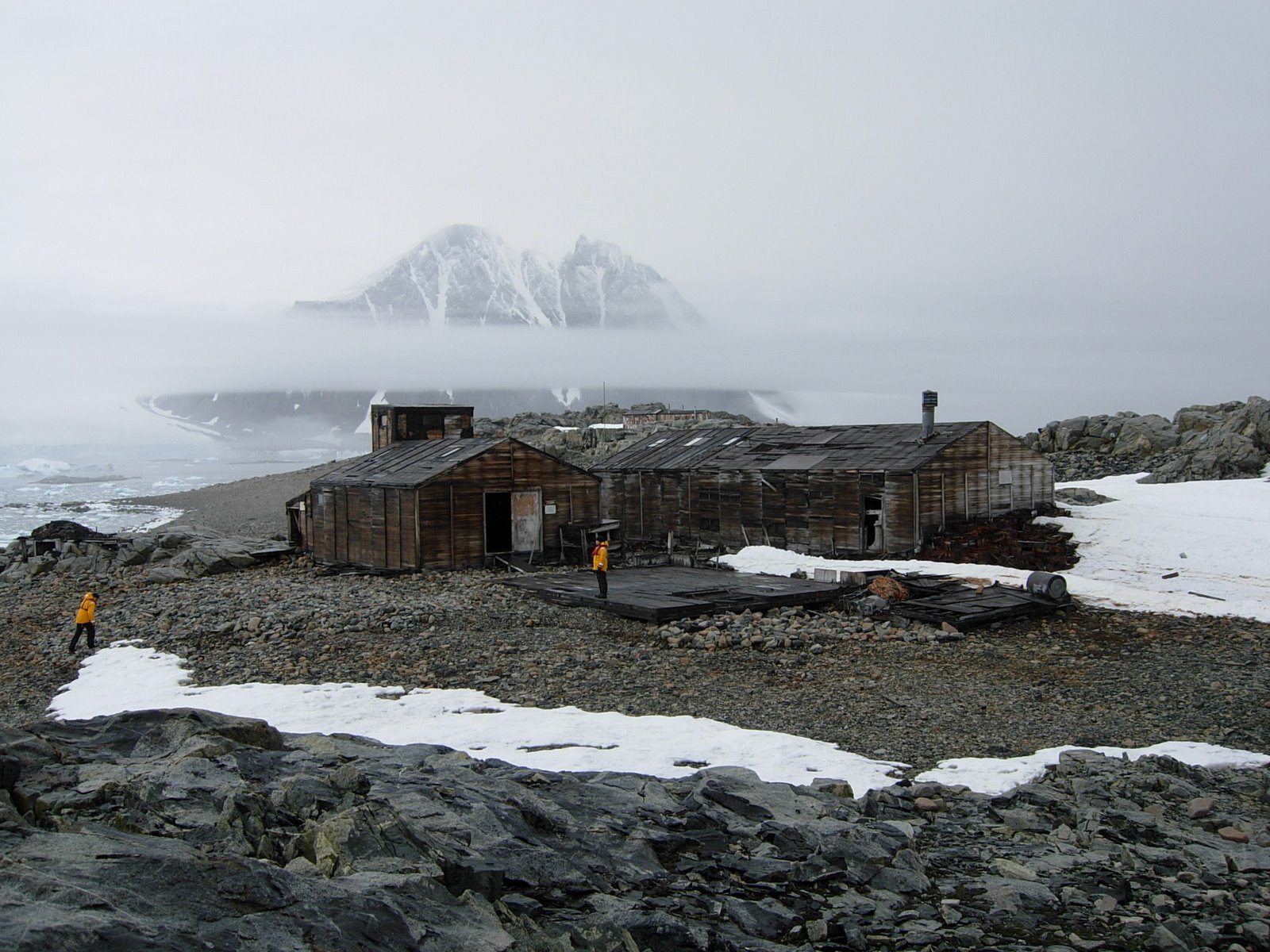
Base Est de Stonington Island, point de passage de l'expédition.

L’expédition Ronne (en anglais, Ronne Antarctic Research Expedition ou RARE) de recherche en Antarctique était une opération conduite en 1947-1948 dans les environs de la mer de Weddell en Antarctique. Finn Ronne conduisit ainsi la dernière expédition privée financée par les États-Unis. Ce fut la première expédition à emmener des femmes en hiver dans cette région du monde. Ronne emmena sa femme comme le fit également le pilote en chef Darlington. 